# Persea meridensis
Persea meridensis är en lagerväxtart som beskrevs av Kopp. Persea meridensis ingår i släktet avokador, och familjen lagerväxter. Inga underarter finns listade i Catalogue of Life.